# 풀턴 신
풀턴 신(Fulton Sheen, 1895년 5월 8일-1979년 12월 9일)은 미국의 로마 가톨릭 주교이다. 일리노이주 태생이다. 로체스터 주교를 지냈다.